# 대화형 화이트보드

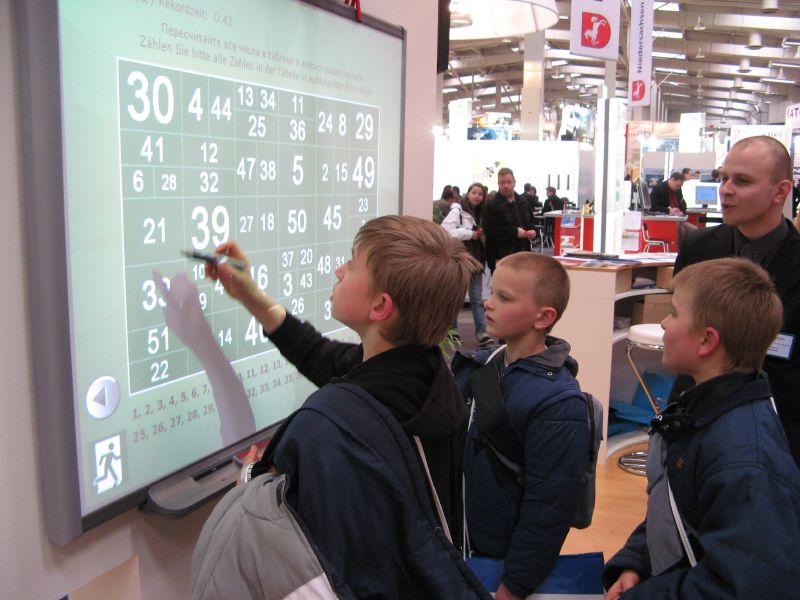

대화형 화이트보드(Interactive whiteboard, IWB), 양방향 보드, 대화형 보드 또는 스마트 보드, 대화식 전자칠판은 화이트보드 형태의 대형 대화형 디스플레이 보드이다. 이는 작업과 작업을 수행하기 위해 독립적으로 사용되는 독립형 터치스크린 컴퓨터이거나 프로젝터에서 컴퓨터를 제어하기 위해 터치패드로 사용되는 연결 가능한 장치일 수 있다. 이는 모든 교육 수준의 강의실, 기업 이사회실 및 작업 그룹, 전문 스포츠 코칭을 위한 교육실, 방송 스튜디오 등을 포함한 다양한 환경에서 사용된다.
최초의 대화형 화이트보드는 사무실에서 사용하도록 설계 및 제조되었다. 1990년경 PARC에서 개발한 보드이다. 이 보드는 소그룹 회의나 원탁회의에서 사용되었다.
대화형 화이트보드 산업은 2008년까지 전 세계적으로 10억 달러의 매출을 달성할 것으로 예상되었다. 퓨처소스 컨설팅(Futuresource Consulting)의 시장 조사에 따르면 2011년에는 전 세계 교실 7개 중 하나에 대화형 화이트보드가 설치될 것으로 예상되었다. 2004년 영국 초등학교 교실의 26%에 대화형 화이트보드가 있었다. 벡타 하네싱 테크놀로지 스쿨스 서베이 2007(Becta Harnessing Technology Schools Survey 2007)에 따르면 중등학교의 98%와 초등학교의 100%에 IWB가 있는 것으로 나타났다. 2008년까지 초등학교(2005년 6개, 2007년 조사 8개)와 중등학교(38개, 2005년 18개, 2007년 22개)에서 대화형 화이트보드의 평균 수가 증가했다.

## 같이 보기
- 협업